# Parathesis parvifolia
Parathesis parvifolia är en viveväxtart som beskrevs av Cyrus Longworth Lundell. Parathesis parvifolia ingår i släktet Parathesis och familjen viveväxter. Inga underarter finns listade i Catalogue of Life.